# ورقة (دماغ)
الوَرقة (بالإنجليزية: Folium)‏ وجمعُها وَرقات أو أوراق، هيَ تَجعُّد (تلفيف) على سطح المُخيخ، وتتكون قِشرتُها مِن 3 طبقات من الخلايا: الطبقة الجزيئية (بالأعلى) وَطبقة بركينيي وَالطبقة الحبيبية (بالأسفل)، وتُغطي قشرة الوَرقة المادة البيضاء العَميقة (الألياف المترابطة).